# Акшенас
Акшена́с (рос. Акшенас, ерз. Акшенас) — присілок у складі Рузаєвського району Мордовії, Росія. Входить до складу Архангельско-Голіцинського сільського поселення.

## Населення
Населення — 5 осіб (2010; 17 у 2002).
Національний склад (станом на 2002 рік):
- росіяни — 100 %